# Лосево (Рязанская область)
Лосево — деревня в Клепиковском районе Рязанской области. Входит в состав Спас-Клепиковского городского поселения.

## География
Находится в северной части Рязанской области у западной границы районного центра города Спас-Клепики на правом берегу речки Совка.

## История
В 1859 году здесь (тогда деревня Рязанского уезда Рязанской губернии) было учтено 11 дворов, в 1897— 29.

## Население
Численность населения: 97 человек (1859 год), 172 (1897), 689 в 2002 году (русские 99 %), 271 в 2010.